# Crasto, Ruivos e Grovelas
Crasto, Ruivos e Grovelas (oficialmente: União das Freguesias de Crasto, Ruivos e Grovelas), é uma freguesia portuguesa do município de Ponte da Barca, com 9,92 km² de área e 768 habitantes (censo de 2021). A sua densidade populacional é 77,4 hab./km².

## História
Foi criada aquando da reorganização administrativa de 2012/2013, resultando da agregação das antigas freguesias de Crasto, Ruivos e Grovelas.
Esta agregação acabou com uma das particularidades do concelho de Ponte da Barca: o facto de até aí ter tido uma das poucas freguesias portuguesas territorialmente descontínuas (Crasto).

Antigas freguesias que deram origem à União das Freguesias de Crasto, Ruivos e Grovelas (Ponte da Barca).

## Demografia
A população registada nos censos foi:
| Distribuição da População por Grupos Etários | Distribuição da População por Grupos Etários | Distribuição da População por Grupos Etários | Distribuição da População por Grupos Etários | Distribuição da População por Grupos Etários | Distribuição da População por Grupos Etários |
| -------------------------------------------- | -------------------------------------------- | -------------------------------------------- | -------------------------------------------- | -------------------------------------------- | -------------------------------------------- |
| Antes da agregação                           |                                              |                                              |                                              |                                              |                                              |
| Ano                                          | 0-14 anos                                    | 15-24 anos                                   | 25-64 anos                                   | >= 65 anos                                   | Total                                        |
| 2001                                         | 200                                          | 145                                          | 476                                          | 197                                          | 1018                                         |
| 2011                                         | 111                                          | 114                                          | 414                                          | 243                                          | 882                                          |
| Após a agregação                             |                                              |                                              |                                              |                                              |                                              |
| Ano                                          | 0-14 anos                                    | 15-24 anos                                   | 25-64 anos                                   | >= 65 anos                                   | Total                                        |
| 2021                                         | 73                                           | 72                                           | 393                                          | 230                                          | 768                                          |